# Prizivanje
Prizivanje (eng. The Conjuring) američki horor film iz 2013. godine redatelja Jamesa Wana. To je prvi film u franšizi Prizivanje univerzum. Patrick Wilson i Vera Farmiga glume Ed i Lorraine Warren, istražitelji paranormalnih istraživanja i autori povezani s istaknutim slučajevima ukletog. Njihova navodna izvješća iz stvarnog života nadahnula su horor priču Amityville i filmsku franšizu. Warrenovi su priskočili u pomoć obitelji Perron, koja je 1971. godine doživjela sve uznemirujuće događaje u svojoj seoskoj kući na Rhode Islandu.
Razvoj filma započeo je u siječnju 2012., a izvješća su potvrdila Wan-a kao redatelja filma pod naslovom The Warren Files, kasnije preimenovan u The Conjuring, usredotočujući se na navodne stvarne pothvate Eda i Lorraine Warren, bračnog para koji su istraživali paranormalne događaje. U svojoj drugoj suradnji s Wanom, Patrick Wilson glumio je zajedno s Verom Farmiga u glavnim ulogama Eda i Lorraine. Proizvodnja je započela u Wilmingtonu u Sjevernoj Karolini u veljači 2012. godine, a scene su snimane kronološkim redoslijedom.
Conjuring je objavljen u Sjedinjenim Državama i Kanadi 19. srpnja 2013. u izdanju Warner Bros. Pictures i New Line Cinema. Film je dobio pozitivne kritike kritičara koji su pohvalili izvedbe, režiju, scenarij, atmosferu i glazbenu partituru. U cijelom je svijetu zaradio preko 319 milijuna dolara u odnosu na proračun od 20 milijuna dolara. Nastavak, Prizivanje 2, objavljen je 10. lipnja 2016.

## Radnja filma
Godine 1971. bračni par Roger i Carolyn Perron doselio se s djecom u novokupljenu kuću s farmom u naselju Harrisville, Rhode Island, da bi se uskoro po doseljenju počele događati neobične pojave poput udaranja ptica o stakla prozora, zaustavljanja satova u 3:07 po noći i slično. Nedugo zatim Carolyn postaje svjesna postojanja zlokobnog prisustva u kući zbog čega stupa u kontakt s istraživačima paranormalnog, bračnim parom Edom i Lorraine Warren koji preuzimaju slučaj, ali uskoro uviđaju potrebu traženja dozvole za izvršenje egzorcizma od strane Rimokatoličke crkve. Istovremeno, Ed i Lorraine smještaju svoju ekipu s kamerama u kući kako bi zabilježili paranormalne aktivnosti i uskoro otkrivaju da se nešto neobično i zastrašujuće doista događa na obiteljskom posjedu obitelji Perron.
U međuvremenu Carolyn je opsjeo duh ženske osobe koja je odgovoran za nadnaravne događaja u kući, a predstavlja duh žene koja je nekoć optužena kao vještica zbog smrti svog djeteta i pogubljena vješanjem na grani stabla nedaleko od kuće. Sada opsjednuta Carolyn pokušava ubiti svoje kćeri Christinu i April, dok Ed uzaludno nastoji izvršiti egzorcizam i osloboditi je opsjednuća.
Naposljetku, Ed i Lorraine uspjevaju otjerati duha iz Carolyn i spasiti nju i njenu djecu.

## Glumci i uloge
- Patrick Wilson - Ed Warren, istraživač paranormalnih pojava i egzorcist
- Vera Farmiga - Lorraine Warren, Edova supruga, istraživačica paranormalnih pojava i medij
- Lili Taylor - Carolyn Perron, Rogerova supruga i majka njihove djece, opsjednuta od strane zlokobnog duha
- Ron Livingston - Roger Perron, Carolyn suprug koji je preselio obitelj u novokupljenu kuću
- Shanley Caswell - Andrea Perron, kćerka Rogera i Carolyn Perron
- Hayley McFarland - Nancy Perron, kćerka Rogera i Carolyn Perron
- Joey King - Christine Perron, kćerka Rogera i Carolyn Perron
- Mackenzie Foy - Cindy Perron, kćerka Rogera i Carolyn Perron
- Kyla Deaver - April Perron, kćerka Rogera i Carolyn Perron
- Shannon Kook - Drew Thomas, asistent Warrenovih i stručnjak za tehniku
- John Brotherton - Brad Hamilton, policijac
- Sterling Jerins - Judy Warren, kći Eda i Lorraine Warren
- Marion Guyot - Georgiana Moran
- Steve Coulter - svećenik Gordon
- Joseph Bishara - Bathsheba Sherman, štovateljica Sotone i vještica; kasnije zli duh koji napada Carolyn Perron i njenu obitelj
- Morganna May - Debbie
- Amy Tipton - Camilla
- Zach Pappas - Rick
- Christof Veillon - Maurice Theriault, mladić čiji je egzorcizam prikazan na projektoru tijekom predavanja Ed i Lorraine Warren

## Zarada
Film je ostvario zaradu od 137,4 milijuna USD u Sjevernoj Americi i 182,1 milijuna USD širom svijeta, što čini ukupnu zaradu od 319,5 milijuna USD na budžet od 20 milijuna USD. Film drži visoku poziciju na Rotten Tomatoes od 86%.